# Симфонія № 26 (Моцарт)
Симфонія № 26, мі-бемоль мажор, KV 184 Вольфганга Амадея Моцарта була написана в 1773 році.
Структура:
1. Molto presto, 4/4
2. Andante in C minor, 2/4
3. Allegro, 3/8

Склад оркестру:
2 флейти, 2 гобоя, 2 фагота, 2 валторни, 2 труби, литаври, струнні.

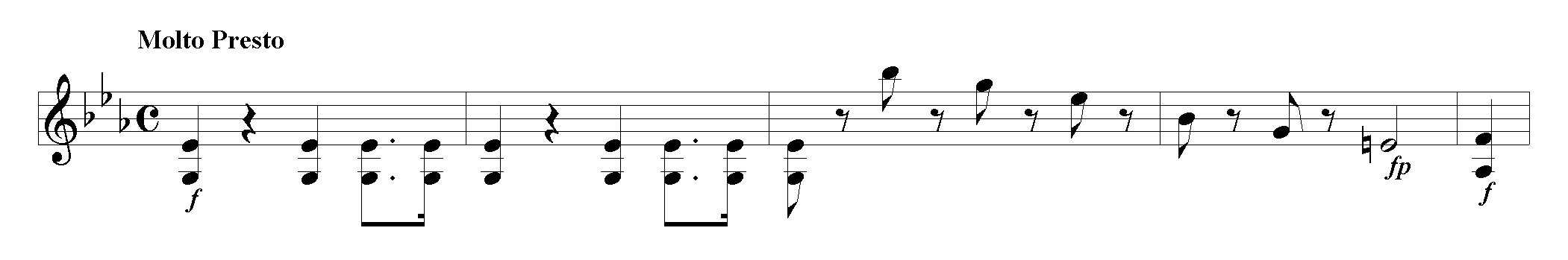
Симфонія № 26 (Моцарт), початок

## Ноти і література
Вікісховище має мультимедійні дані за темою: Симфонія № 26 (Моцарт)
- Ноти [Архівовано 25 березня 2012 у Wayback Machine.] на IMSLP

- Dearling, Robert: The Music of Wolfgang Amadeus Mozart: The Symphonies Associated University Presses Ltd, London 1982 ISBN 0-8386-2335-2
- Kenyon, Nicholas: The Pegasus Pocket Guide to Mozart Pegasus Books, New York 2006 ISBN 1-933648-23-6
- Zaslav, Neal:Mozart's Symphonies: Context, Performance Practice, Reception OUP, Oxford 1991 ISBN 0-19-816286-3